# New Paltz (Nowy Jork)
New Paltz – miasto w Stanach Zjednoczonych, w stanie Nowy Jork, w hrabstwie Ulster.